# Saturn (Mythologie)

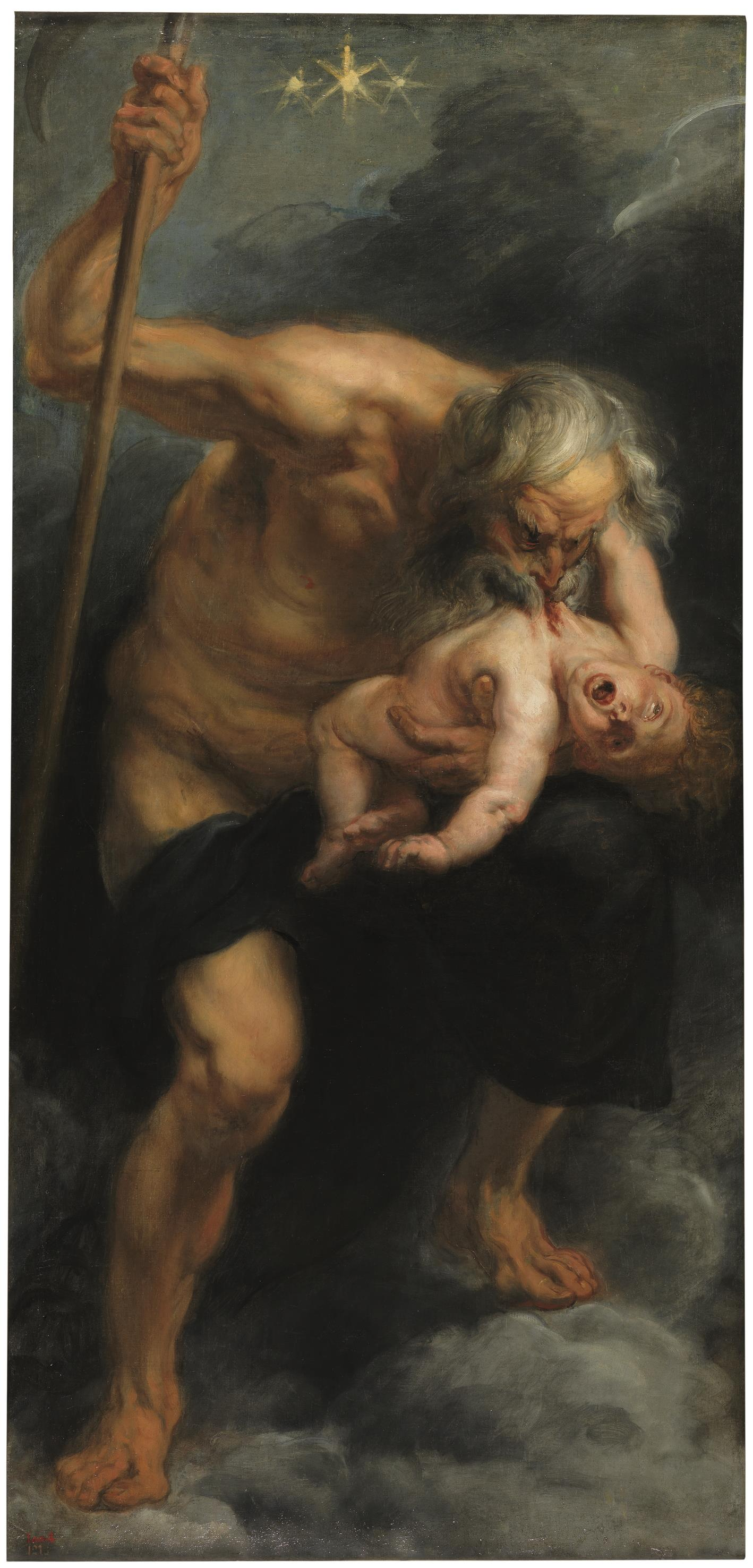
Saturn verschlingt seinen Sohn (Rubens, 1636)

Saturn (lateinisch Saturnus) ist in der römischen Mythologie der Gott der Aussaat. Er wurde schon früh mit dem griechischen Kronos gleichgesetzt.

## Mythos
Saturn war Gott des Ackerbaus und galt als Symbol des mythischen Goldenen Zeitalters, der Saturnia regna.
Saturn wurde mit dem griechischen Titan Kronos identifiziert. Entsprechend wurde von ihm ebenfalls berichtet, er habe seinen Vater überwältigt, kastriert und anschließend seine Kinder gefressen, bis er schließlich von seinem sechsten Kind, Jupiter, gestürzt worden sei.
Abweichend vom Mythos um Kronos floh Saturn nach seiner Entmachtung zusammen mit Ops (sie entspricht der griechischen Rhea), der römischen Göttin des Erntesegens und der Fruchtbarkeit, nach Latium. Dort wurde er von Janus aufgenommen und lehrte die Einwohner Latiums die Kunst des Ackerbaus.
Zusammen mit Saturn wurde die weithin vergessene Göttin Lua (die von den Römern ursprünglich als seine Frau oder auch Tochter angesehen wurde) geehrt, die mit Verderben in Verbindung gebracht wurde.

## Kult
Im Tempel des Saturn am Fuß des Kapitols wurde der römische Staatsschatz (aerarium Saturni) aufbewahrt.
Sein Hauptfest, die Saturnalien, fand alljährlich vom 17. Dezember an über mehrere Tage hin statt. Es war die populärste und fröhlichste Feierlichkeit im antiken Rom (man beschenkte einander und bewirtete die Sklaven am eigenen Tisch).
Er ist auf dem Wappen der Gemeinde Sutri (Sutrium/Latium) dargestellt.

## Chronologie
Dem Gott Saturn ist der Planet Saturn zugeordnet, der sich am langsamsten bewegende der in der Antike bekannten Planeten. Der erste Tag der siebentägigen hellenistischen Planetenwoche, die ab der frühen Kaiserzeit an die Stelle der althergebrachten römischen Marktwoche (Nundinum) trat, hieß im Lateinischen dies Saturni, der „Tag des Saturn“. Hiervon ist auch der Name des Samstags im Englischen (Saturday), Niederländischen (Zatertag), Albanischen (e shtunë) sowie in den keltischen Sprachen (irisch Dé Sathairn, bretonisch Sadorn)  abgeleitet.
Deutsch Samstag geht seinerseits hingegen über griechisch σάββατον (sábbaton) auf Hebräisch שַׁבָּת (shabát) zurück, also auf den Schabbat, den siebenten und letzten Tag der jüdischen Woche, an dem das Ruhegebot gilt.
Dass der jüdische Schabbat und der römische dies Saturnus verschiedene Namen für den gleichen Tag waren, gab in der Antike Anlass zu der Annahme, die Juden würden am Schabbat den Saturn anbeten, so auch bei Tacitus. Auch die 1869 von Abraham Kuenen aufgestellte Hypothese, dass der Schabbat ursprünglich ein von den Kenitern übernommenes, also heidnisches, Saturnfest gewesen sei und seinen Namen dem mutmaßlichen akkadischen Namen des Planeten bzw. einer ihm zugewiesenen Gottheit  verdanke, wird in der jüngeren Forschung einhellig zurückgewiesen.
Die Vorstellung, dass der Lauf des Saturn eine besondere, schicksalhafte Bedeutung für die Judenheit habe, wurde später auch im Judentum wirkmächtig. Sie berief sich zumal auf seinen Namen im Hebräischen, שַׁבְּתַאי (shabtái), der allerdings erst in römischer Zeit, also unter dem Einfluss der griechisch-römischen Astrologie und in Analogie zum dies Saturnus, geprägt wurde – anders als im Lateinischen wurde im Hebräischen demnach nicht der Wochentag nach dem Planeten benannt, sondern umgekehrt.

## Astrologie
In der westlichen Astrologie steht Saturn, der traditionell mit einer Sichel oder Sense dargestellt wird, für Sorgen, Melancholie, Krankheiten und harte Arbeit, jedoch auch für Ordnung und Maß. Insgesamt gilt sein Einfluss aber als negativ, weshalb er als der „Große Übeltäter“ bezeichnet wird.